# Mineola (Iowa)
Mineola es un lugar designado por el censo ubicado en el condado de Mills, Iowa, Estados Unidos. Según el censo de 2020, tiene una población de 154 habitantes.

## Geografía
La localidad está ubicada en las coordenadas 41°8′29″N 95°41′41″O / 41.14139, -95.69472 (41.141446, -95.694773). Según la Oficina del Censo de los Estados Unidos, tiene una superficie total de 1.01 km², correspondientes en su totalidad a tierra firme.

## Demografía
Según el censo de 2020, hay 154 personas residiendo en Mineola. La densidad de población es de 152.48 hab./km². El 91.56% de los habitantes son blancos, el 0.65% es afroamericano, el 1.95% son de otras razas y el 5,84% son de una mezcla de razas. Del total de la población el 3.90% son hispanos o latinos de cualquier raza.